# Oxalis stricta
Oxalis stricta je višegodišnja zeljasta biljka iz familije Oxalidaceae i spada među potencijalno invazivne vrste. U narodu je poznata kao zečja soca.

## Opis
Zečja soca je višegodišnja, niska biljka, visine do 40 cm. U hladnijim klimatima može biti jednogodišnja. Prepoznatljiva je po svojim listovima koji mnogo podsećaju na listove deteline. Listovi su naizmenično raspoređeni na dugim drškama, trodelni, bez zalistaka,do 2 centimetara u prečniku. Listići su opsrcasti, na vrlo kratkim drškama, obično svetlozeleni, mada mogu biti i ljubičasti. Stabljika je prekrivena dlakama, koje su u manjem broju kako biljka stari. Cvetovi su petočlani, hermafroditni, pojedinačni ili (većinom) u štitolikim monohazijama od 2-7 cvetova. Posle cvetanja se ne savijaju na niže.Cveta od sredine leta (jul) do sredinme jeseni (oktobar), a oprašuju je insekti. Plod je višesemena, duguljasto, valjkasta, petougaona čaura, duga 10-17 milimetara sa prostim žlezdanim dlakama, gola kad sazri. Čaura sadrži oko deset semena, koje je crvenomrko i pljosnato, dugo oko 1 milimetara.

## Rasprostranjenost
Zečja soca potiče sa prostora SAD i veoma je zastupljena na američkom kopnu. U Evropu je iz severne Amerike doneta 1658.godine zajedno sa duvanom i krompirom. Lako se širi, naročito na otvorenim staništima. Može se naći u baštama, staklenicima i plastenicima, gde predstavlja problem zbog kompeticije za nutrijente i vodu sa gajenim biljkama. Cvetovi, listovi, koren i nezreli plod su jestivi. Listovi se mogu jesti živi ili kuvani i sadrže oksalnu kiselinu, koja im daje gorak, opor ukus. Količina oksalne kiseline se smanjuje ako se listovi skuvaju. Konzumacija živih listova u malim količinama je bezbedna, dok u većim može dovesti do deficita kalcijuma, kojeg vezuje oksalna kiselina. Listovi se mogu žvakati radi gašenja žedji i koriste se za pravljenje napitka sa ukusom limuna.

## Staništa
Naseljava antropogena i ruderalna staništa, staništa duž puteva i pruga, na stazama, parkinzima, uz obode kuća, na šljunkovitim mastima, livadama, poljima, baštama, vinogradima i šumskim proplancima. Otporna je na gaženje i može da raste na zemljištima siromašnim nutrijentima, ali preferira vlažna, dobro drenirana, alkalna zemljišta. Najbolje se razvija na bogatoj ilovači, mada može da raste i na zemljištima koja sadrže veću frakciju gline, šljunka ili peska. Njeno rasprostranjenje je ograničeno na ravničarski i brdski region. Ne podnosi jaku zasenu kao ni mraz.

## Mere kontrole i suzbijanja
Mehanički metod ručnog čupanja biljke iz korena efikasan je pre cvetanja, kada su biljke još mlade i nisu razvile jak osovinski koren i rizom, pa ih je znatno teže ukloniti na ovaj način. Pravovremenim uklanjanjem sprečava se i obrazovanje semena.

## Spoljašnje veze
- „Oxalis stricta Oxalis stricta - Plants For A Future/ Yellow Woodsorrel / Love Love Love - Survival Plants Memory Course”. Архивирано из оригинала 31. 03. 2016. г. Приступљено 05. 10. 2018.